# Chiesa di San Martino (Padova)
La chiesa di San Martino di Tours era un edificio religioso altomedievale di Padova che si affacciava sulle attuali vie del municipio (già San Martino) e via 8 febbraio 1848. Fu demolita nel corso del XIX secolo.

## Storia
Menzionata prima come cappella (XIII secolo) divenne in seguito parrocchiale. Era tristemente celebre per le funzioni da morto che vi si celebravano per conto dello Studio, infatti nella chiesa erano spesso inumati cadaveri utilizzati per le vivisezioni nel teatro anatomico di palazzo Bo. Fu chiusa al culto nel 1808 ed in seguito demolita per permettere la rettificazione del Liston. Al suo posto furono erette delle abitazioni abbattute a loro volta per lasciare spazio alla monumentale facciata del municipio, di epoca fascista. Alcune lastre marmoree decorate provenienti dalla chiesa sono esposte al lapidario dei Musei civici Eremitani e sono datate all'età longobarda.
Sino all'anno 1797, ogni 17 novembre la chiesa era meta della corsa dei berberi che rievocava la dedizione della città alla Repubblica Serenissima.

## Descrizione
La chiesa aveva presbiterio rivolto a ponente ed era di piccole dimensioni. La facciata era rivolta verso il Palazzo del Bo'. Venne ricostruita nel corso del '700. Un piccolo campanile, con copertura conica in cotto e bifore si ergeva accanto all'edificio.